# HD 153472
HD 153472，又名BD+42 2774，SAO 46401、HR 6313，是一颗恒星，视星等为6.34，位于銀經67.19，銀緯38.33，其B1900.0坐标为赤經16h 54m 41s，赤緯+42° 38.33′ 59″。